# Джонстон, Эва
Эва Джонстон (англ. Eve C. Johnstone) (род. в сентябре 1944 года, Глазго) — исследователь психотических заболеваний, известная своими открытиями изменений мозга при шизофрении. Командор Ордена Британской Империи. В настоящее время — профессор психиатрии и глава Отделения Психиатрии в Эдинбургском университете.
В ряду множества публикаций профессора Джонстон наиболее известной стала работа 1976 года, в которой впервые описывалось увеличение желудочков мозга у больных шизофренией.
В октябре 2007 г. организация NARSAD наградила Эву Джонстон Призом Либера за выдающиеся достижения в области исследования шизофрении.

## Книги
- Кристофер Фрит, Эва Джонстон. Шизофрения. Краткое введение. (Перев. с англ. Schizophrenia: A Very Short Introduction) Издательства: АСТ, Астрель, 2005 г. ISBN 5-17-032718-8, ISBN 5-271-12393-6, ISBN 0-19-280221-6
- Searching for the Causes of Schizophrenia (Oxford Medical Publications) by Eve C. Johnstone, 1994
- Biological Psychiatry by Eve C. Johnstone, 1996
- Schizophrenia: Concepts and Clinical Management by Eve C. Johnstone, Martin S. Humphreys, Fiona H. Lang, and Stephen M. Lawrie, 1999
- Companion to Psychiatric Studies by Eve Johnstone, C. Freeman, and A. Zealley, 1999
- Schizophrenia: From Neuroimaging to Neuroscience by Daniel R. Weinberger, Eve C. Johnstone, 2005